# La Revue nouvelle

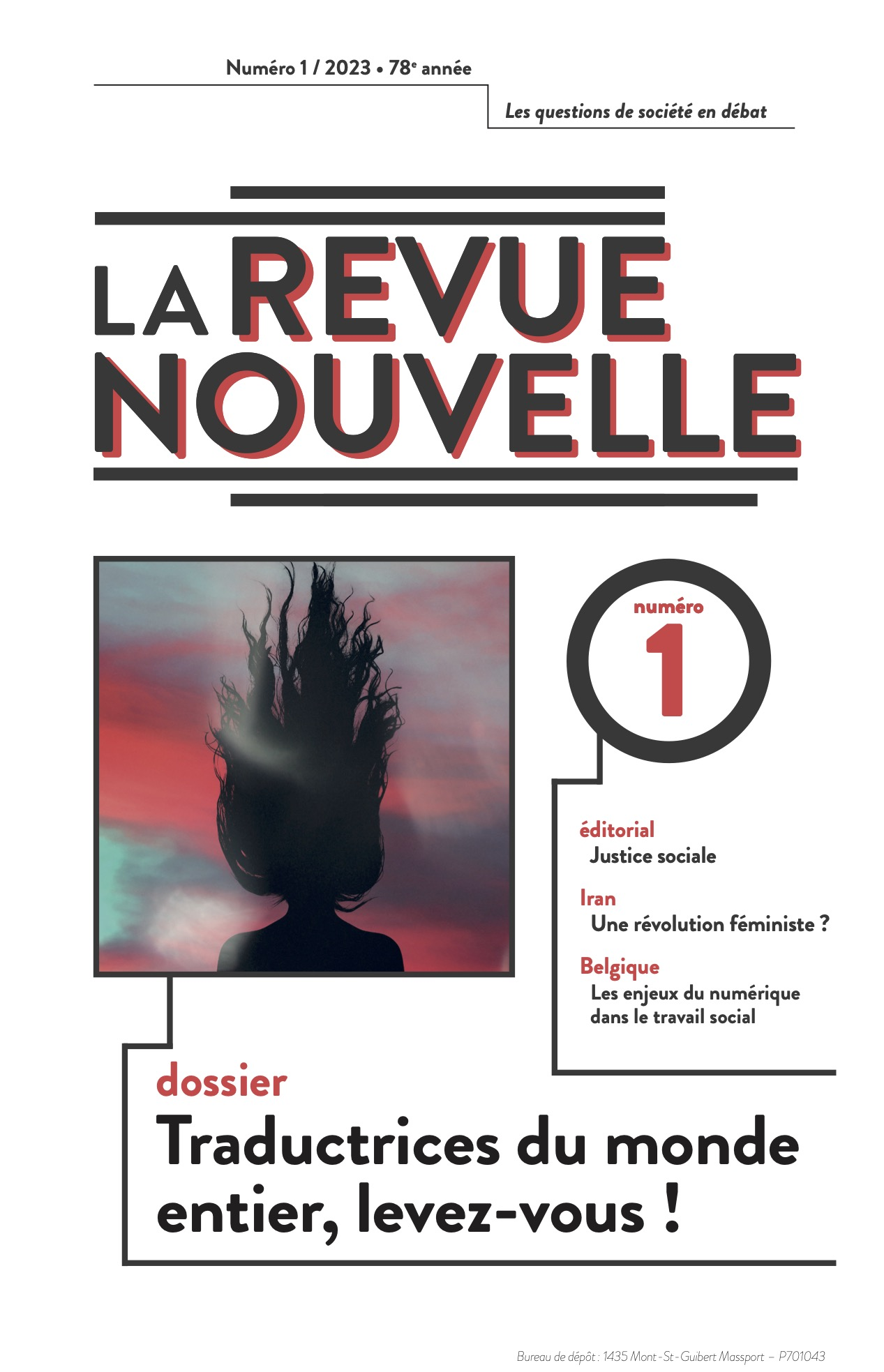
La Revue nouvelle dans sa maquette de 2014. Ici, la couverture du premier numéro de l'année 2023.

La Revue nouvelle est une revue belge, créée en 1945 et paraissant 8 fois par an. Dirigée à l'origine par  André Molitor, elle est l'héritière de La Cité chrétienne fondée par Jacques Leclercq et, comme elle, indépendante mais d'inspiration catholique et d'orientation progressiste. 
Paraissant sans discontinuer depuis plus de 75 ans, La Revue nouvelle est une source d'informations exceptionnelle[réf. nécessaire] sur la société belge et européenne de la Seconde Guerre mondiale à nos jours.

## Histoire
La Revue nouvelle paraît pour la première fois le 1er février 1945, avant même la fin de la Deuxième Guerre mondiale. Créée par André Molitor, elle émane du monde de la gauche chrétienne, la CSC, le Mouvement ouvrier chrétien (MOC).
La Revue nouvelle s'est prononcée assez tôt pour l'émancipation du Congo alors belge (elle a notamment publié le "plan Van Bilsen"). Elle a suivi de près les travaux du concile de Vatican II. Dès 1966, elle a pris position en faveur d'un rassemblement des progressistes et d'une plus grande autonomie des régions belges de Wallonie et de Bruxelles. Ces positions seront défendues pendant de longues années par "Trencavel", signature collective d'une équipe politique réunissant notamment Marc Delepeleire (alors rédacteur en chef), Vincent Goffart, François Martou et Michel Molitor.
La Revue nouvelle a abondamment suivi des dossiers politiques essentiels des années 1960 et 1970, tels que la fédéralisation de l'Etat belge et la montée du féminisme.
Depuis les années 2010, la Revue nouvelle s'est abondamment intéressée aux minorités sexuelles, aux questions environnementales, au féminisme, aux questions de genre et à la montée des discours extrémistes.
Jean Delfosse, Michel Molitor, Théo Hachez et Luc Van Campenhoudt se sont succédé à la tête du comité de direction de la revue. À partir de janvier 2014, elle a été codirigée par Thomas Lemaigre et Christophe Mincke. Thomas Lemaigre fut remplacé par Azzedine Hajji en juin 2022. Sa rédactrice en chef est Marie-Sophie du Montant.
Au début de 2008, La Revue nouvelle s'est dotée d'une formule et d'une présentation rénovées.
En 2013, la Revue crée des blogs destinés à compléter son offre d'information. Ceux-ci sont accessibles gratuitement en ligne.
En novembre 2014, le journal Le Soir note que la revue a fait « peau neuve », en présentant une nouvelle maquette de l'édition papier et un site entièrement repensé et redessiné, intégrant désormais les blogs. Le journal ajoute que « le travail sur la forme est en tout cas réussi ». La nouvelle présentation est visible en ligne. A cette occasion, la Revue a également été rendue disponible en ligne, notamment via des abonnements électroniques donnant accès à l'ensemble des numéros disponibles sous format numérique.
Depuis 2021, la revue est disponible via le portail Cairn.info. On peut l'y consulter à partir du premier numéro de l'année 2016.
En 2014, elle est vendue à environ mille exemplaires par numéro.

## Comité de rédaction
En 2025, le comité de rédaction de la Revue nouvelle est composé comme suit:
Sophie André — Aline Andrianne — Albert Bastenier — Marie-Sophie du Montant  —  Baptiste Campion — François Fecteau — Azzedine Hajji — Guillermo Kozlowski — Cristal Huerdo Moreno — Thomas Lemaigre — Renaud Maes — Charlotte Maisin — Christophe Mincke — Michel Molitor — David Paternotte — John Pitseys — François Reman — Pierre Reman — July Robert —  Laurence Rosier — Paola Stévenne — Corinne Torrekens — Luc Van Campenhoudt — Geneviève Warland[source insuffisante].

## Ligne éditoriale

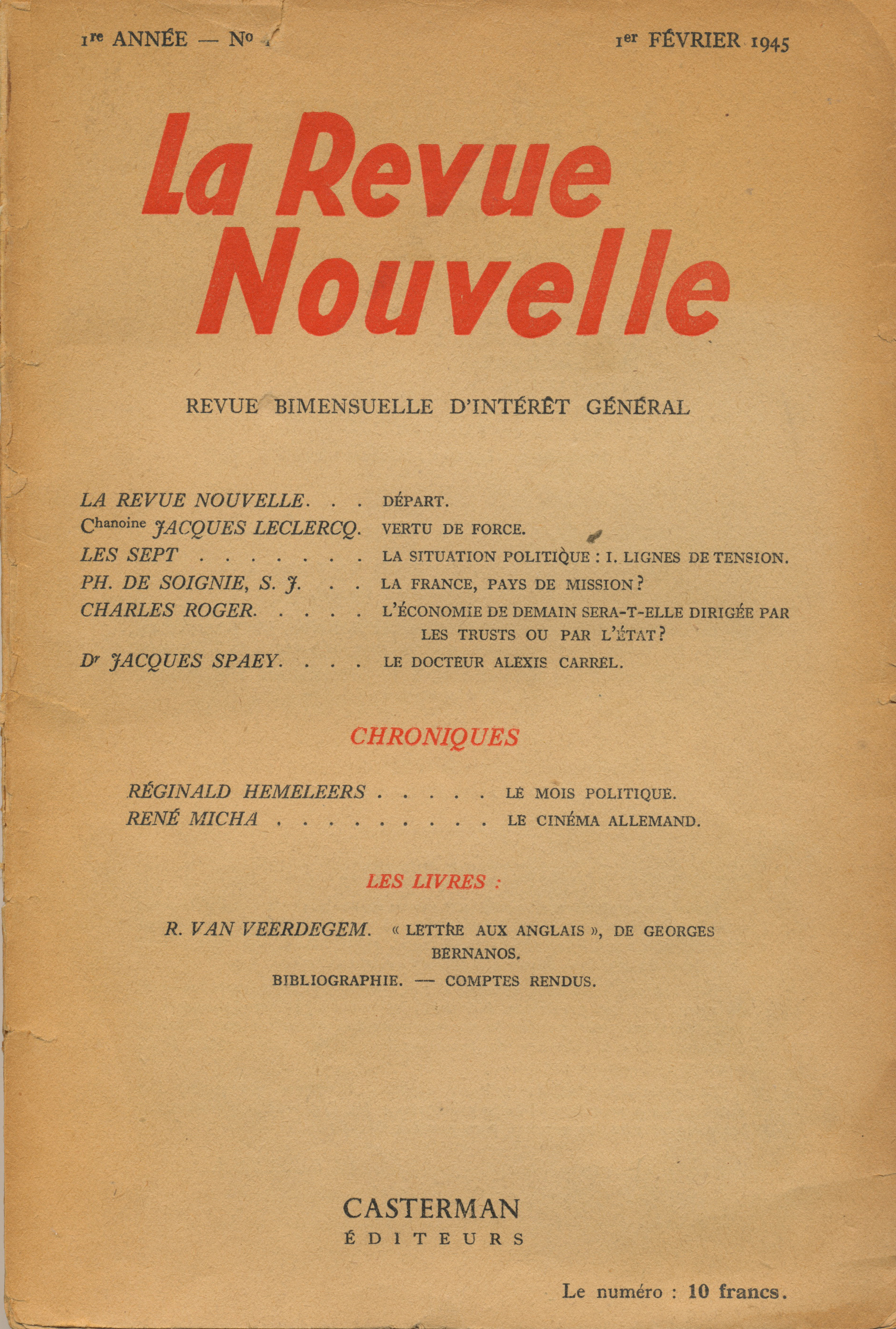
La première couverture de la Revue nouvelle, parue le 1er février 1945, porte la marque des pénuries de l'époque.

Héritière de La Cité chrétienne fondée par Jacques Leclercq, la Revue a évolué en même temps que la société se déchristianisait. Elle est aujourd'hui une revue progressiste, qui se veut un lieu de débat pluraliste, libre à l'égard de toute institution et de tout parti politique.
Elle est un lieu de réflexion engagée sur la société actuelle et publie essentiellement des analyses assumant le temps de la réflexion, sans chercher à coller à l'actualité.
Ses numéros se structurent autour d'un dossier thématique et d'une rubrique « Le Mois »  décodant l'actualité du mois précédant la parution. S'y ajoutent un éditorial, un billet d'humeur, des articles hors de la thématique, une rubrique « Italiques » publiant de la fiction et de la poésie et « Le Livre » proposant des comptes rendus d'ouvrages. La Revue publie aussi des textes en ligne, en plus de sa livraison sur format papier, qui sont en accès libre sur son site (mais ne sont pas publiés sur le portail Cairn.info, sur lequel la Revue est également disponible).
Pour Thomas Lemaigre, codirecteur et administrateur délégué, et Christophe Mincke, autre codirecteur, La Revue nouvelle reste « à gauche mais clairement il s’agit d’une gauche plurielle. ».